# IsoRivolta GTZ
L'IsoRivolta GTZ est une voiture produite en série limitée par le carrossier italien Zagato en   2020 à 19 exemplaires .
Elle a été nommée pour l'édition 2021 du Pebble Beach Concours d'Elegance.

## Contexte
L'IsoRivolta GTZ a été conçue comme un hommage à la renaissance de la marque Iso Motors, qui avait déjà présenté la Vision Gran Turismo en 2017 pour être incluse dans le jeu vidéo Gran Turismo Sport. Son design est inspiré de l'Iso Grifo A3 / C de 1965, la version routière de l'A3 Corsa produite en 1963 et vainqueur, dans sa catégorie, des 24 Heures du Mans 1964 et 1965. La GTZ a, en effet, des références à certains de ses éléments, comme la position des phares avant et arrière — ces derniers reprenant également les groupes optiques dédoublés —, les prises d'air sur le capot et sur les côtés et le moteur dérivé de la Chevrolet Corvette.
L'IsoRivolta GTZ est basée sur la Chevrolet Corvette C7 Z06, qui fait office de voiture donatrice. Par rapport à elle, la GTZ a, à l'extérieur, une nouvelle carrosserie en fibre de carbone, des nouvelles jantes plus grandes (20") en alliage forgé et une nouvelle forme pour le pot d'échappement central, tandis que le tableau de bord a été remodelé en interne, recouvert de cuir et le tunnel central a été repensé, disponible en deux versions, recouvert de cuir ou d'aluminium massif usiné par fraisage (comme le reste des éléments décoratifs intérieurs en aluminium). Les poignées de porte sont escamotables et intégrées dans les montants arrière.
Depuis l'arrivée de la voiture donatrice, la construction artisanale de l'IsoRivolta GTZ, qui est réalisée par Zagato, a duré 5 mois.

## Caractéristiques
Selon la version de la Corvette sur laquelle est basée la GTZ, la boîte de vitesses peut être une automatique à 8 rapports ou une manuelle à 7 rapports, c'est un V8 suralimenté d'une cylindrée de 6,2 litres qui exprime une puissance de 660 chevaux. Le moteur, qui est monté en position centrale avant dans la voiture, est le LT4 de General Motors,.
Les jantes de 20" sont en alliage et présentent un design à 5 branches divisées. Ils sont fixés aux moyeux par 5 boulons.